# August Ferdinand Häser
August Ferdinand Häser (* 15. Oktober 1779 in Leipzig; † 18. November 1844 in Weimar) war ein deutscher Lehrer, Kantor, Dirigent und Komponist.

## Leben
Häser wurde 1779 als Sohn von Johann Georg Häser (1729–1809) geboren. Als Schüler besuchte er die Nikolaischule, dann das Gymnasium in Eisleben und ab 1796 die Thomasschule zu Leipzig. Er begann ein Studium, was er aber abbrach, um Kantor in der Hauptkirche vom Lemgo und 4. Lehrer am dortigen Gymnasium zu werden. 1800 wurde er mit einer kleinen Zulage auch Musikdirektor. Von 1799 bis 1806 unterrichtete er Mathematik an in den höheren Klassen des Gymnasiums. Er heiratete 1804 und begleitete von 1806 bis 1813 seine Schwester Charlotte auf ihrer Tournee durch Italien. Nach seiner Rückkehr lebte er wieder im Lemgo und wurde 1815 Subkonrektor, er unterrichtete hauptsächlich Mathematik und Italienisch. 1817 erfolgte aber ein Ruf an das Hoftheater nach Weimar. Dort war er  Chorleiter des Weimarer Hoftheaters. Er musste zunächst die Sänger und Schauspieler ausbilden sowie die Prinzessinnen Marie und Augusta musikalisch Ausbilden.
Von 1829 an war er Musikdirektor der Herderkirche in Weimar. Er schrieb diverse Requiems und Opern.
Mehrere seiner Brüder wurden wie der Vater Musiker oder wandten sich der Schauspielerei zu.

## Familie
Er heiratete in September 1804 Dorothea Schwabedissen (* 1782), eine Tochter des Schwarz- und Schönfärbemeister aus Bielefeld Adolph Schwabedissen und der Marie Magdalena Diekmann. Das Paar hatte vier Söhne:
- Heinrich (1811–1885), Arzt und Professor der Medizin
- Gustav (1814–1861), 1839–1861 Hofschauspieler in Oldenburg
- Julius, Schauspieler am Stadttheater Bremen
- August, Mediziner

## Werke (Auszug)
- Zwölf Gedichte für Sopran und Klavier op. 8, Leipzig 1818
- Sechs Gesänge für Sopran und Klavier op. 26, Weimar 1826
- Drei Gesänge für Bass und Klavier op. 28, Berlin 1828
- Alphonse oder Der Turm im Walde, Libretto Ignaz Franz Castelli, Oper, um 1830
- Die Kirmes, Libretto Max Seidel, komische Oper in 1 Akt, Weimar 1832
- Die Neger auf St. Domingo oder Robert und Marie, Libretto Christian Wilhelm Häser nach Victor Hugo, Große Oper in 3 Akten, Weimar 1836